# 2月17日殉教旅団
2月17日殉教旅団（にがつじゅうななにちじゅんきょうりょだん、英語：February 17th Martyrs Brigade）とは、リビアの民兵組織である。
2012年アメリカ在外公館襲撃事件においては、当初は米国に協力的であったが、のちに裏切るなど優柔不断な態度を取った。
2015年にはリビア東部で最大の民兵組織であるとされ、またリビア国防省による資金援助を受けて、リビア東部とリビア南部のクフラにおいて治安維持活動に従事した。
また、2015年の調査によると1500から3500人の構成員を要しているとされた。